# Weltklasse Zürich 2009
Il Weltklasse Zürich 2009 è stata l'edizione 2009 del meeting di atletica leggera Weltklasse Zürich e si è svolta dalle ore 18:40 alle 22:00 UTC+2 del 28 agosto 2009, presso lo Stadio Letzigrund di Zurigo, in Svizzera. Il meeting è stato anche la quinta tappa della ÅF Golden League 2009.

L'atleta russa Elena Isinbaeva ha stabilito il nuovo record del mondo del salto con l'asta femminile con la misura di 5,06 m, migliorando di un centimetro il precedente primato, stabilito da lei stessa il 18 agosto 2008 durante la finale delle Olimpiadi di Pechino.

## Programma
Il meeting ha visto lo svolgimento di 15 specialità, 9 maschili e 6 femminili: di queste, 5 maschili e altrettante femminili erano valide per la Golden League. Oltre a queste, erano inserite in programma altre competizioni riservate a studenti e ad atleti delle categorie giovanili, assieme a staffette e gare per nazioni
| # | Orario | Specialità             |
| - | ------ | ---------------------- |
| 1 | 20:15  | 800 m                  |
| 2 | 20:20  | 110 m hs               |
| 3 | 20:30  | 3000 m siepi           |
| 4 | 20:35  | Salto triplo           |
| 5 | 20:45  | Lancio del giavellotto |
| 6 | 21:00  | 400 m                  |
| 7 | 21:10  | 100 m                  |
| 8 | 21:20  | 1500 m                 |
| 8 | 21:35  | 5000 m                 |
| 9 | 21:55  | 4×100 m                |

| # | Orario | Specialità       |
| - | ------ | ---------------- |
| 1 | 18:40  | Salto in alto    |
| 2 | 19:05  | Salto con l'asta |
| 3 | 20:05  | 400 m            |
| 4 | 20:45  | 100 m            |
| 5 | 20:50  | 1500 m           |
| 6 | 21:30  | 100 m hs         |

## Risultati
Di seguito i primi tre classificati di ogni specialità.

### Uomini
| Specialità             | 1º classificato      | Prestazione | 2º classificato     | Prestazione | 3º classificato     | Prestazione |
| 100 m                  | Usain Bolt           | 9"81        | Asafa Powell        | 9"88        | Darvis Patton       | 9"95        |
| 400 m                  | LaShawn Merritt      | 44"21       | Jeremy Wariner      | 44"62       | Renny Quow          | 44"77       |
| 800 m                  | David Lekuta Rudisha | 1'43"52     | Alfred Kirwa Yego   | 1'43"66     | Mbulaeni Mulaudzi   | 1'44"03     |
| 1500 m                 | Augustine Choge      | 3'33"38     | Belal Mansoor Ali   | 3"33"74     | Asbel Kiprop        | 3'34"09     |
| 5000 m                 | Kenenisa Bekele      | 12'52"32    | Edwin Cheruiyot Soi | 12'55"03    | Dathan Ritzenhein   | 12'56"27    |
| 110 m hs               | Dwight Thomas        | 13"16       | Terrence Trammell   | 13"17       | Ryan Brathwaite     | 13"27       |
| 3000 m siepi           | Ezekiel Kemboi       | 8'04"44     | Bouabdellah Tahri   | 8'05"29     | Paul Kipsiele Koech | 8'06"10     |
| Salto triplo           | Nelson Évora         | 17,38 m     | Arnie David Girat   | 17,31 m     | Leevan Sands        | 17,10 m     |
| Lancio del giavellotto | Andreas Thorkildsen  | 91,28 m     | Antti Ruuskanen     | 85,39 m     | Ari Mannio          | 81,82 m     |
| 4×100 m                | Giamaica             | 37"70       | Stati Uniti         | 37"73       | Trinidad e Tobago   | 38"20       |

In grassetto le specialità valide per il jackpot della Golden League
     Atleti ancora in corsa per il jackpot della Golden League dopo questo meeting

### Donne
| Specialità       | 1ª classificata        | Prestazione | 2ª classificata | Prestazione | 3ª classificata          | Prestazione |
| 100 m            | Carmelita Jeter        | 10"86       | Kerron Stewart  | 11"04       | Debbie Ferguson-McKenzie | 11"04       |
| 400 m            | Sanya Richards         | 48"94       | Allyson Felix   | 49"83       | Shericka Williams        | 50"40       |
| 1500 m           | Maryam Yusuf Jamal     | 3'59"15     | Anna Willard    | 3'59"38     | Lisa Dobriskey           | 3'59"50     |
| 100 m hs         | Brigitte Foster-Hylton | 12"46       | Dawn Harper     | 12"48       | Perdita Felicien         | 12"61       |
| Salto in alto    | Blanka Vlašić          | 2,01 m      | Anna Čičerova   | 1,98 m      | Chaunté Howard           | 1,98 m      |
| Salto con l'asta | Elena Isinbaeva        | 5,06 m      | Anna Rogowska   | 4,76 m      | Fabiana Murer            | 4,71 m      |

In grassetto le specialità valide per il jackpot della Golden League
     Atlete ancora in corsa per il jackpot della Golden League dopo questo meeting